# Cuernavaca
Cuernavaca (phát âm tiếng Tây Ban Nha: [kweɾnaˈβaka]; tiếng Nahuatl cổ điển: Cuauhnāhuac [kʷawˈnaːwak], phát âm tiếng Nahuatl hiện đạiⓘ) là thủ phủ và thành phố lớn nhất bang Morelos của México. Thành phố nằm về phía nam thành phố México, cách 90 phút đi xe trên tuyến cao tốc liên bang 95D.
Tên gọi "Cuernavaca" bắt nguồn từ cụm từ tiếng Nahuatl "Cuauhnāhuac", nghĩa là "vây quanh là cây cối" hay "gần cây cối". Sau này, "Cuauhnāhuac" dần được Tây Ban Nha hoá thành Cuernavaca; Hernán Cortés gọi nó là Coadnabaced trong thư gửi Carlos V, còn Bernal Díaz del Castillo dùng cái tên Cuautlavaca. Huy hiệu của thành phố dựa trên một biểu tượng thời kỳ tiền Colombo, với hình tượng một cái cây (cuahuitl) ba nhánh, bốn rễ tô đỏ. Chỗ lõm trên thân cây biểu trưng cho cái miệng, kế bên là băng biểu ngữ, đại diện cho tiếng Nahuatl và đồng thời cả hậu tố vị trí cách "-nāhuac", nghĩa là "gần".